# Alpine Skiweltmeisterschaften 1931/Abfahrt Frauen
Bei den 1. Alpinen Skiweltmeisterschaften 1931 in Mürren in der Schweiz wurde ein Wettbewerb im Abfahrtslauf für Frauen ausgetragen. Dieser fand am 20. Februar 1931 auf der Wintereggstrecke statt. Zur ersten Weltmeisterin im Abfahrtslauf krönte sich die erst 17-jährige Esmé MacKinnon aus Großbritannien.

## Endergebnis
| Platz | Sportler               | Land                   | Zeit       |
| ----- | ---------------------- | ---------------------- | ---------- |
| 1     | Esmé MacKinnon         | Vereinigtes Königreich | 3:05,6 min |
| 2     | Nell Carroll           | Vereinigtes Königreich | 3:32,4 min |
| 3     | Irma Schmidegg         | Österreich             | 4:02,6 min |
| 4     | Jeanette Kessler       | Vereinigtes Königreich | 4:08,2 min |
| 5     | Freda Gossage          | Vereinigtes Königreich | 4:18,2 min |
| 6     | Helene Zingg           | Schweiz                | 4:20,4 min |
| 7     | Rösli Rominger         | Schweiz                | 4:25,2 min |
| 8     | Inge Wersin-Lantschner | Österreich             | 4:33,8 min |
| 9     | Audrey Sale-Barker     | Vereinigtes Königreich | 4:47,2 min |
| 10    | Mädi Schmidt           | Deutsches Reich        | 4:47,6 min |
| 11    | Emmy Ripper            | Österreich             | 4:53,0 min |
| 12    | Rösli Streiff          | Schweiz                | 4:56,4 min |
| 13    | Dorothy Crewdson       | Vereinigtes Königreich | 5:05,4 min |
| 14    | Ella Maillart          | Schweiz                | 5:21,4 min |
| 15    | Annemarie Kopp         | Deutsches Reich        | 5:22,8 min |
| 16    | Elsa Mende             | Schweiz                | 6:06,4 min |
| 17    | Annemarie Honigmann    | Deutsches Reich        | 6:32,4 min |
| DNF   | Østbye                 | Norwegen               | -          |
| Disq. | Josie de Latour        | Schweiz                | -          |

Datum: Freitag, 20. Februar 1931
Strecke: Wintereggstrecke; Höhenunterschied 430 m. Die Länge des Rennens musste wegen 40 cm Neuschnees und heftigen Schneesturms auf 2000 Meter verkürzt werden.
Teilnehmer: 19 gestartet; 17 gewertet;
Für jede Nation durften sechs Läuferinnen an den Start gehen, wovon jedoch nur die Schweiz und Großbritannien Gebrauch machten.
Die Österreicherin Emma Ripper kam mit Vorsprung zum Sturz und zog sich eine kleine Fußverletzung zu, konnte das Rennen aber noch auf Rang elf beenden.
Die Schweizerin Josie de Latour wurde wegen Stockreitens (verbotener Stockeinsatz) disqualifiziert. Die norwegische Teilnehmerin, Frau Østbye soll sich bei einem Sturz verletzt haben und nahm an den weiteren Wettbewerben nicht mehr teil.